# Западно-Поморский технологический университет

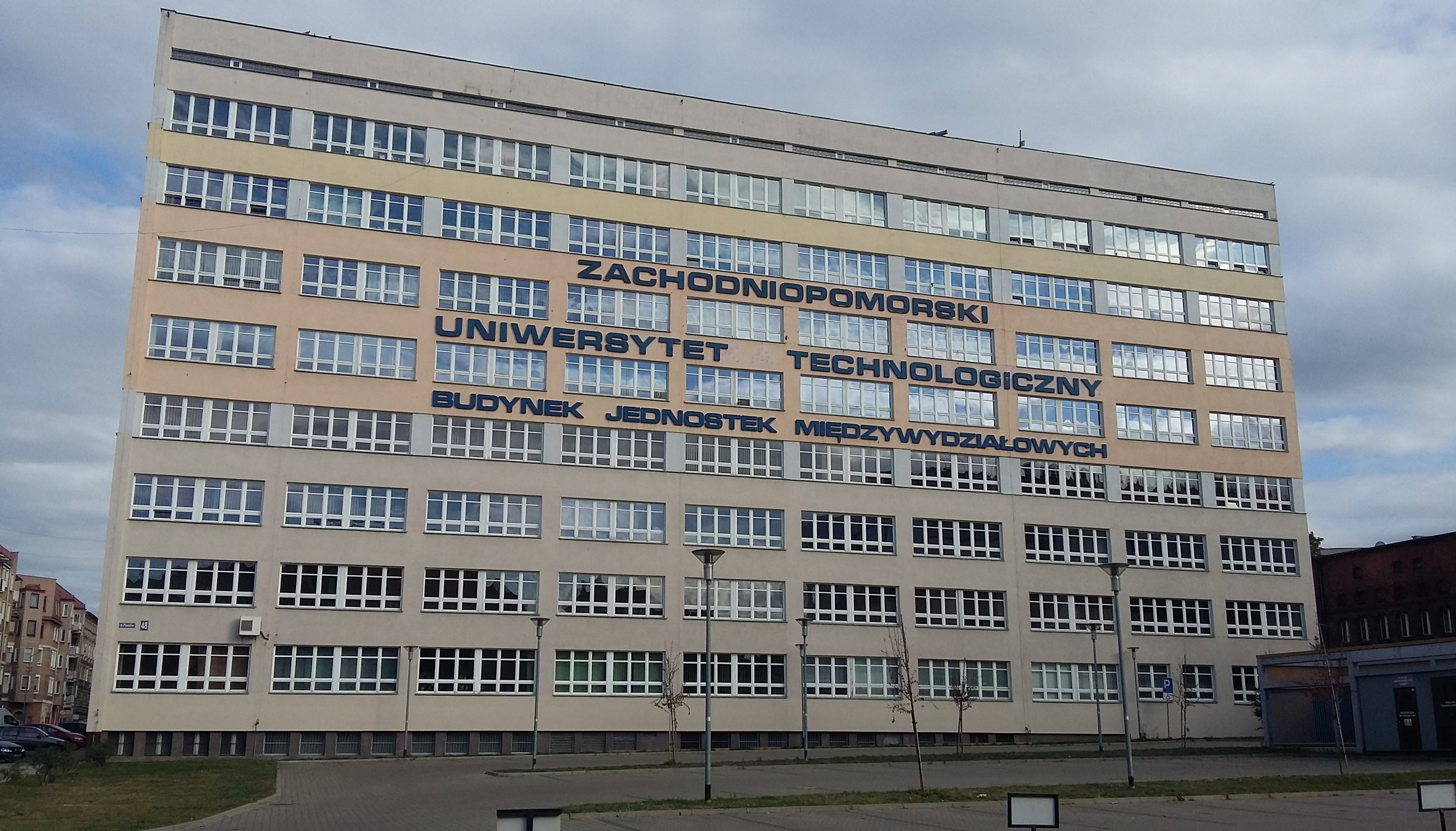
Корпус

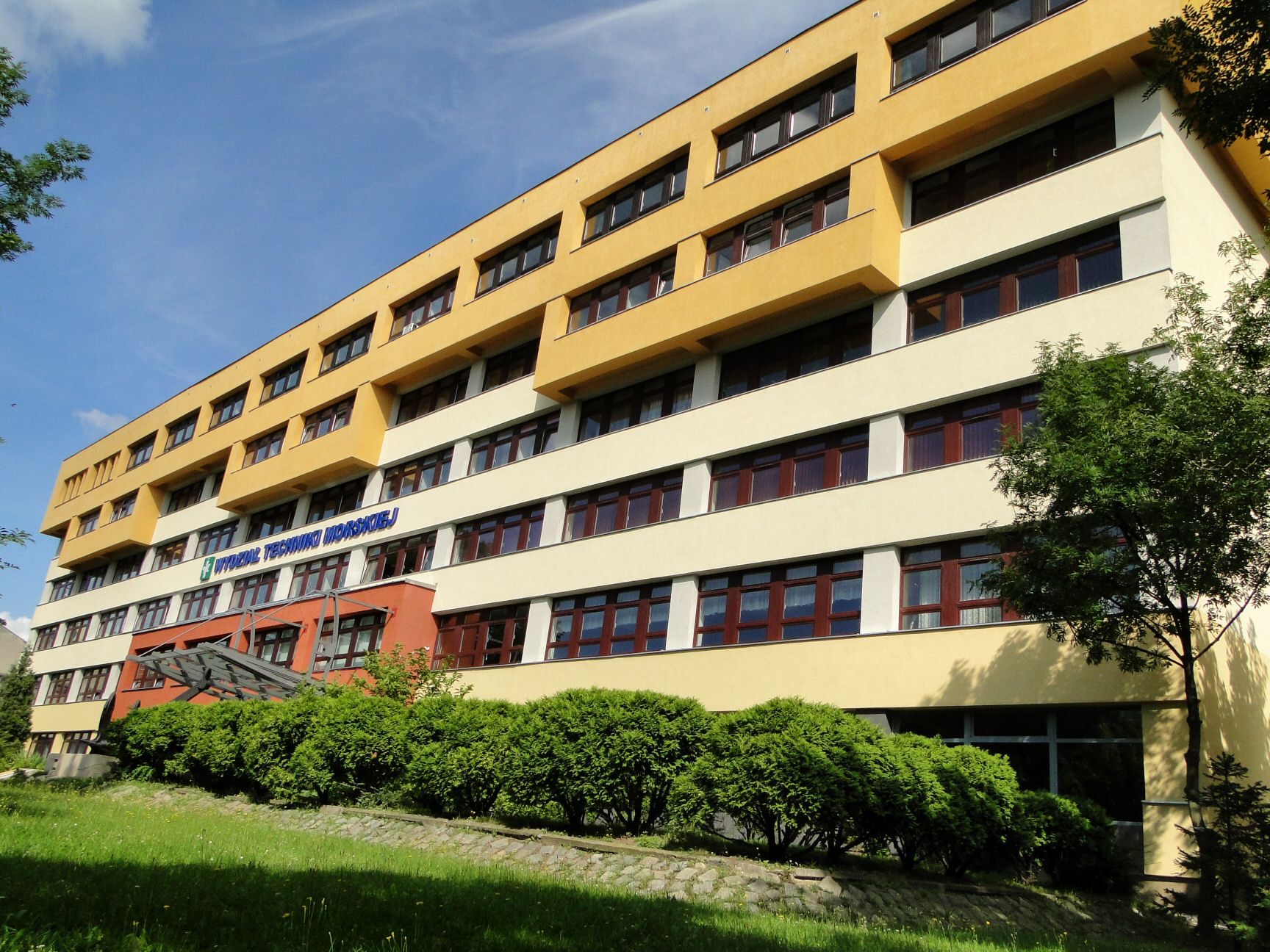
Факультет технологии и морского транспорта

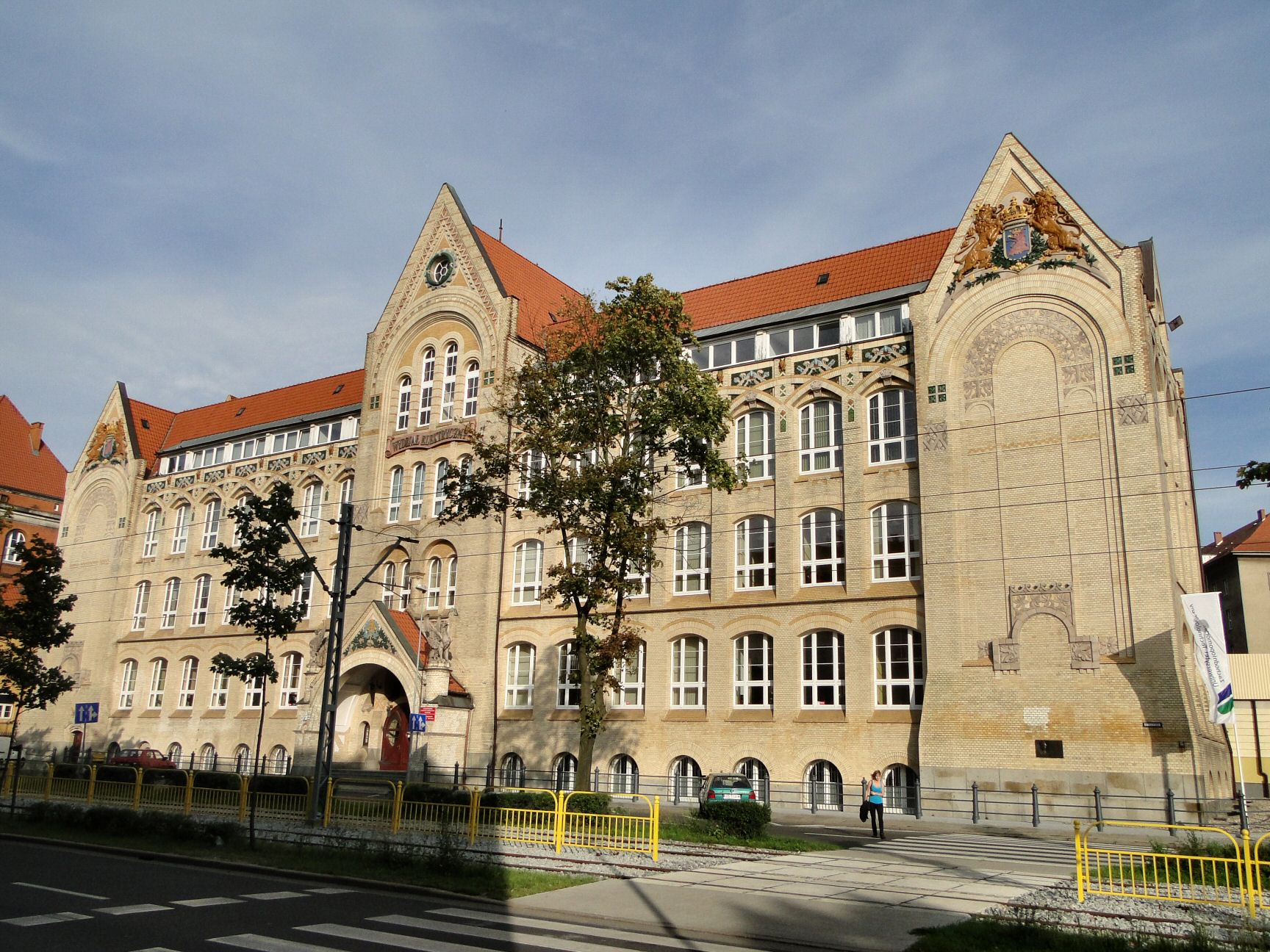
Факультет электротехники

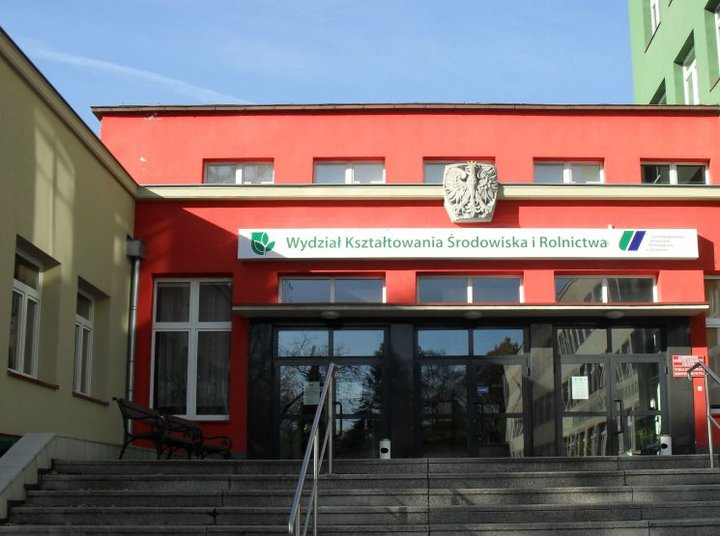
Корпус охраны окружающей среды и сельского хозяйства

Западно-Поморский технологический университет в Щецине (пол. Zachodniopomorski Uniwersytet Technologiczny (ZUT) w Szczecinie) — польское государственное высшее техническое учреждение со статусом университета, расположенное в Щецине.

## История
Университет образован 1 января 2009 года в Щецине в результате объединения двух учебных заведений: Академии сельского хозяйства (1954 г.) и Щецинского политехнического университета (1946 г.).
Первым ректором университета был профессор Владимир Кирножицкий.
Университет насчитывает 10 факультетов по 47 направлениям. В университете работает 2.3 тысяч сотрудников и обучаются около 15 тысяч студентов. Университет обучает и проводит исследования в области технических наук, сельского хозяйства, экономики, биологии, химии и математики.
Согласно вебометрическому рейтингу университетов мира от января 2015 года, показывающему вовлеченность академических учреждений в интернете, университет занимает 10-е место в Польше среди технических университетов, а в рейтинге лучших университетов всех типов в мире — 1717 место.
Химическая инженерия в ZUT была классифицирована в шанхайском рейтинге в четвертой сотне в мире.

## Факультеты и специальности
Университет состоит из всех факультетов, существовавших в щецинском технологическом университете и сельскохозяйственном университете в Щецине:
- Факультет биотехнологии и животноводства:
  - биология
  - биотехнология
  - зоотехника
  - кинология
- Факультет строительства и архитектуры:
  - архитектуры и градостроительства (урбанистика)
  - архитектурный интерьер и окружающая среда
  - строительство
  - строительство — европейский инженер
  - инженер-эколог
  - дизайн
- Факультет электротехники:
  - автоматика и робототехника
  - телеинформатика
  - электротехника
- Экономический факультет:
  - экономика
  - туризм и отдых
  - управление экономикой (менеджмент)
- Факультет информатики:
  - информатика
  - цифровая инженерия
- Факультет машиностроения и мехатроники
  - энергетика
  - материаловедение и инженерия
  - материаловедение и инженерия (на английском языке)
  - машиностроение и механика
  - мехатроника
  - транспорт
  - управление и технология производства
- Факультет охраны окружающей среды и сельского хозяйства:
  - ландшафтная архитектура
  - инженерия окружающей среды (земельные ресурсы)
  - возобновляемая энергетика
  - охрана окружающей среды
  - садоводство
  - сельское хозяйство (земледелие)
  - лесная и сельскохозяйственная техника
  - виноградное хозяйство и виноделие
- Факультет пищевых наук и рыболовства:
  - микробиология
  - рыбная промышленность
  - технология пищевых продуктов и питание человека
  - экономика и управление водной средой
  - управление безопасностью и качеством пищевых продуктов
- Факультет технологии и морского транспорта
  - системы искусственного охлаждения и кондиционирования воздуха
  - инженерная безопасность
  - транспорт
  - строительство яхт
  - океанотехника
- Факультет технологии и химической инженерии:
  - химия
  - химическая и процессуальная инженерия
  - нанотехнология
  - химическая технология

## Руководители 2020-2024
По исходному материалу:
- Ректор - доктор инженерных наук Яцек Врубель, профессор
- Проректор по науке, первый заместитель ректора - доктор инженерных наук Яцек Пшепёрский
- Проректор по организации и развитию университета - доктор инженерных наук Кшиштоф Петрусевич, профессор
- Проректор по образованию - доктор инженерных наук Пётр Пиела
- Проректор по студенческим делам - доктор инженерных наук Аркадиуш Терман, профессор
- Канцлер - магистр Адрианна Гудзовска
- Квестор - магистр Эдвард Завадский